# Frederik Christian Kiærskou

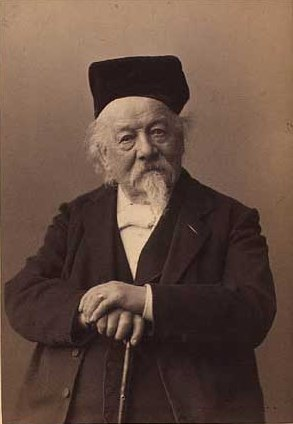
Frederik Christian Jakobsen Kiærskou; Fotografie von Hansen, Schou & Weller (ca. 1890)

Frederik Christian Jakobsen Kiærskou, auch bekannt als F.C. Kiærskou (* 26. März 1805 in Kopenhagen; † 6. Juni 1891 ebenda), war ein dänischer Landschaftsmaler.

## Leben
Sein Vater war Büroangestellter bei der Polizei. Kiærskou verlor im Alter von neun Jahren beide Eltern und kam ins königliche Waisenhaus, welches auch eine grundlegende Ausbildung bot.
Nach seiner Konfirmation belegte er Kurse in ornamentalem Malen an der Königlich Dänischen Kunstakademie. Zur selben Zeit wurde er vom Landschaftsmaler Jens Peter Møller ausgebildet.

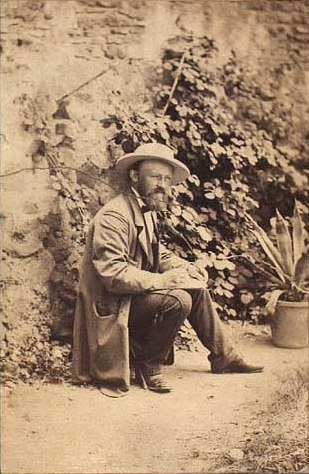
Skizzierend im Feld.

Er setzte den Besuch von Fortgeschrittenenkursen an der Akademie fort und war ab 1827 als Dekorationsmaler tätig. Im selben Jahr heiratete er. 1830 kam er zurück an die Akademie, um zusätzliche Übung zu erlangen und erhielt mehrere Geldpreise für Landschaftsgemälde.
1837 war die Akademie bestrebt, ihn für den Fonds „Fonden ad usus publicos“ vorzuschlagen. Der Fonds war von König Friedrich V. ins Leben gerufen worden, um die Künste und Wissenschaften zu unterstützen. Kiærskou aber entschloss sich zu warten. 1842 wurde der Fonds nicht fortgesetzt.
1840 lieh er sich Geld von einem seiner Brüder, um nach Deutschland zu reisen und 1842 erhielt er ein Reisestipendium der Akademie und konnte A.W. Moltke als Unterstützer gewinnen. Als er aus München zurückkam, war er in der Lage, einige Gemälde an Moltke und die Kunstvereinigung zu verkaufen. Er wurde 1845 Mitglied der Akademie und im Jahr 1848 korrespondierendes Mitglied der königlich schwedischen Akademie der Künste für seine Arbeit an einem populären Buch über schwedische Landschaften, das von Albert Bonniers Verlag veröffentlicht wurde.
Im Jahr 1863 entstand als Brautgeschenk für Prinzessin Alexandra von Dänemark zu ihrer Hochzeit mit Eduard VII. ein Landschaftsgemälde, das Schloss Bernstorff zeigte. Ab 1867 war er Maler an der Residenz in Schloss Charlottenborg. Im Jahr 1874 wurde er zum Ritter des Dannebrogorden ernannt.
Sich stets bester Gesundheit erfreuend, verstarb er im Alter von 86 Jahren plötzlich. Seine Tochter Hanne, eine Malerin, die den Großteil ihrer Karriere in Südamerika verbrachte, war bereits vor ihm im Jahr 1879 im Alter von 48 Jahren verstorben. Sein Sohn Hjalmar war ein bekannter Botaniker.

## Ausgewählte Gemälde

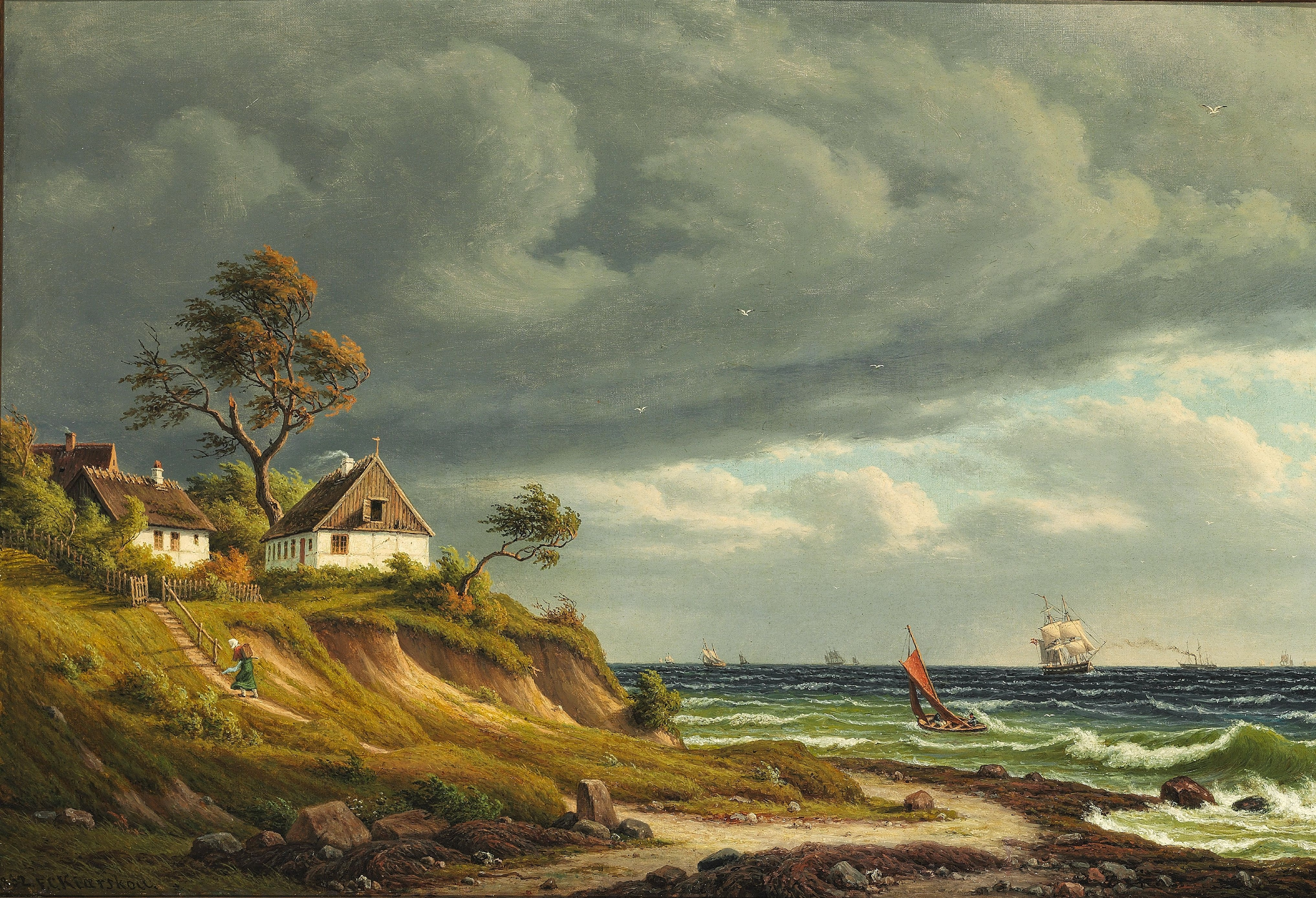
Starker Sturm in einem Fischerdorf
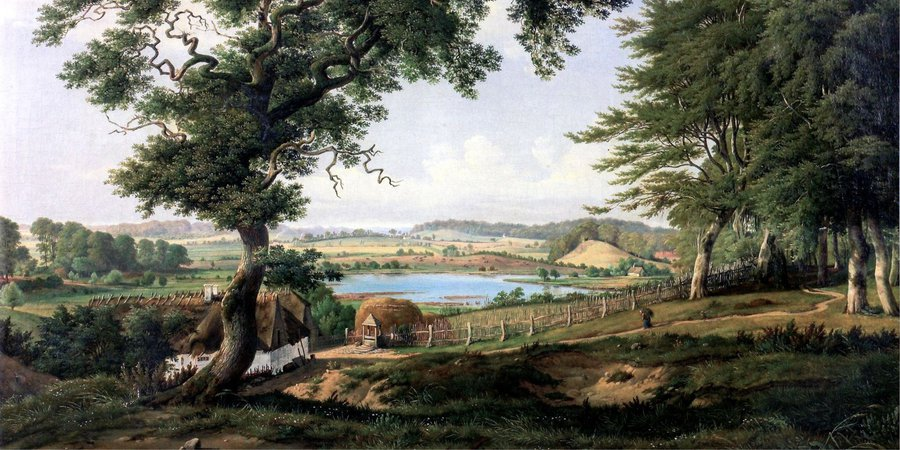
Ansicht von Rundforbi, in Nærum
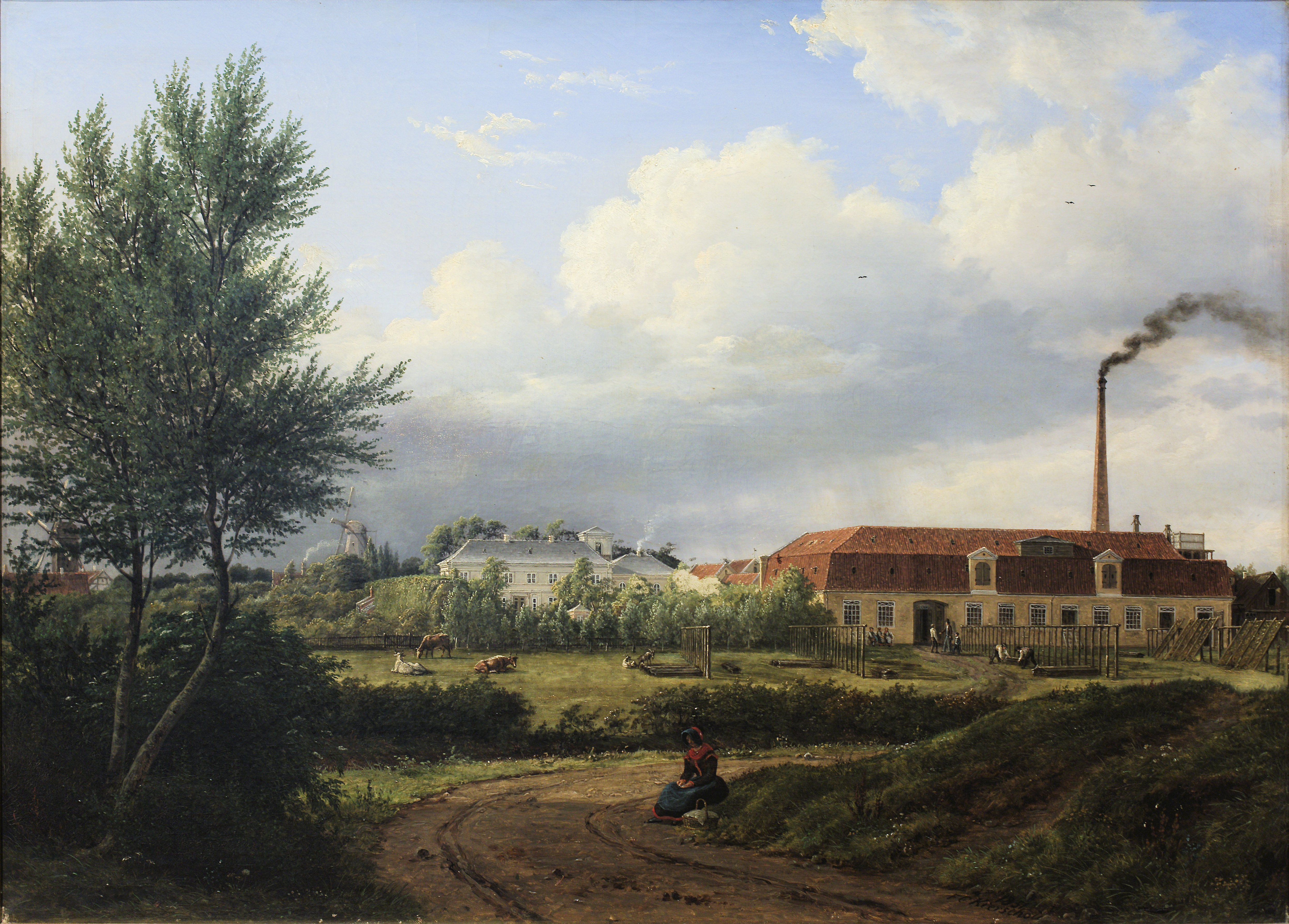
Ansicht von Amager mit Lauritz Peter Holmblad's Kerzenfabrik